# ولودیمیر زلنسکی
ولودیمیر الکساندرویچ زلنسکی (به اوکراینی: Володимир Олександрович Зеленський؛ زادهٔ ۲۵ ژانویهٔ ۱۹۷۸) سیاستمدار و بازیگر و کمدین سابق اوکراینی است که از سال ۲۰۱۹ به‌عنوان ششمین رئیس‌جمهور اوکراین فعالیت می‌کند.
زلنسکی در کریفیی ریه منطقه‌ای روسی‌زبان در نواحی مرکزی اوکراین بزرگ شد. قبل از بازیگری مدرک حقوق خود را از دانشگاه ملی اقتصاد کی‌یف گرفت. سپس فعالیت کمدی را دنبال کرد و یک شرکت تولید فیلم و سریال به‌نام کوارتال ۹۵ تأسیس کرد که فیلم‌ها، کارتون‌ها و برنامه‌های تلویزیونی از جمله خادم ملت را ساخته، و در آن نقش رئیس‌جمهور اوکراین را ایفا کرده است. این مجموعه از سال ۲۰۱۵ تا ۲۰۱۹ پخش شد، و از سوی مخاطبان با استقبال بالایی همراه بود. در پی تأثیر رسانه‌ای این مجموعه تلویزیونی بر جامعه، یک حزب سیاسی با نام همین مجموعه در مارس ۲۰۱۸ توسط کارکنان کوارتال ۹۵ تأسیس شد.
زلنسکی در طول مبارزات انتخاباتی خود وعده داد که به درگیری طولانی‌مدت اوکراین با روسیه پایان دهد و تلاش کرد با ولادیمیر پوتین، رئیس‌جمهور روسیه، گفتگو کند. دولت او در سال ۲۰۲۱ با تشدید تنش‌ها با روسیه مواجه شد که به آغاز تهاجم تمام‌عیار روسیه در فوریهٔ ۲۰۲۲ منجر شد. استراتژی زلنسکی این بود که مردم اوکراین را آرام کند و به جامعه بین‌المللی اطمینان دهد که اوکراین به‌دنبال اقدام متقابل نیست. او در ابتدا از هشدارهای جنگ قریب‌الوقوع فاصله گرفت، و سپس خواستار تضمین‌های امنیتی و حمایت نظامی از ناتو برای «مقاومت» شد. پس از آغاز تهاجم، زلنسکی در سراسر اوکراین حکومت نظامی و بسیج عمومی نیروهای مسلح اعلام کرد. رهبری او در طول بحران ستایش گستردهٔ جوامع بین‌الملل را به همراه داشت و او به عنوان نماد مقاومت اوکراین توصیف شده است. زلنسکی از سوی تایم به‌عنوان شخص سال ۲۰۲۲ نام گرفت و نظرسنجی‌های اوکراین او را بزرگ‌ترین رئیس‌جمهور این کشور رتبه‌بندی کرده‌اند.

## زندگی
ولودیمیر اولکساندروویچ زلنسکی از پدر و مادری یهودی در ۲۵ ژانویهٔ ۱۹۷۸ در کریفیی ریه، آن زمان در جمهوری شوروی سوسیالیستی اوکراین به دنیا آمد. پدر او، الکساندر زلنسکی، استاد و رئیس بخش سایبرنتیک و سخت‌افزار محاسباتی در مؤسسه اقتصاد کریفیی ریه است. مادرش ریما زلنسکا، قبلاً به عنوان مهندس، کار می‌کرد.
پدربزرگش، سمیون ایوانوویچ زلنسکی، در طول جنگ جهانی دوم در ارتش سرخ (در بخش تفنگ موتوری گارد ۵۷) خدمت می‌کرد. سمیون و سه برادر بزرگترش در هولوکاست کشته شدند.
قبل از شروع مدرسه ابتدایی زلنسکی به مدت چهار سال به دلیل کار پدرش در شهر اردنت مغولستان زندگی کرد. او در ۱۶ سالگی در آزمون زبان انگلیسی قبول و برای تحصیل در اسرائیل کمک هزینه تحصیلی دریافت کرد، اما پدرش به او اجازه نداد. او بعداً مدرک حقوق را از مؤسسه اقتصاد کریفیی ریه گرفت، سپس بخشی از دانشگاه ملی اقتصاد کیف و اکنون بخشی از دانشگاه ملی کریفیی ریه است، اما او در زمینه حقوقی تجربهٔ چندانی ندارد.

## فعالیت سیاسی

### انتخابات ریاست‌جمهوری اوکراین ۲۰۱۹
زلنسکی در ۳۱ دسامبر ۲۰۱۸ هم‌زمان با سخنرانی سال نو میلادی رئیس‌جمهور این کشور پترو پروشنکو در کانال تلویزیونی ۱+۱، نامزدی خود را برای انتخابات ریاست جمهوری ۲۰۱۹ اوکراین اعلام کرد. او پیشتر در سیاست فردی ناشناخته بود؛ اما پیش از انتخابات به یکی از پیشتازان نظرسنجی‌ها تبدیل شد. او با کسب ۷۳٫۲ درصد آرا در دور دوم انتخابات پترو پروشنکو را شکست داد و رئیس‌جمهور اوکراین شد. او خود را چهره‌ای ضد تشکیلات و ضد فساد معرفی می‌کند، بااین‌حال به عوام‌گرایی (پوپولیسم) شناخته نمی‌شود. بخش عمده کمپین انتخاباتی زلنسکی در شبکه‌های اجتماعی انجام گرفت که توانست رأی رأی‌دهندگان جوان را از آن خود کند. وی همچنین با پرهیز نکردن از سخن گفتن به زبان روسی حمایت شهروندان روس‌تبار شرق اوکراین را به‌دست‌آورد.

### رئیس‌جمهور اوکراین
زلنسکی در مقام رئیس‌جمهور، مدافع ایجاد دولت الکترونیک و نیز همبستگی میان جمعیت اوکراینی‌زبان و روسی‌زبان اوکراین بوده است. او در روابط عمومی و ارتباطات مردمی از شبکه‌های اجتماعی، خصوصاً اینستاگرام بهره می‌گیرد. حزب او در انتخابات پارلمانی اوکراین (۲۰۱۹)، که کوتاه‌زمانی پس از مراسم تحلیف وی برگزار شد، پیروزی قاطعی به دست آورد. از فعالیت‌های زلنسکی در دورهٔ ریاست جمهوری‌اش، لغو مصونیت قانونی اعضای مجلس اعلای اوکراین، مقابله با دنیاگیری کووید-۱۹ و رکود اقتصادی متعاقب آن، و پیشرفت‌هایی در مقابله با فساد در اوکراین بوده است.
از وعده‌های انتخاباتی زلنسکی پایان‌دادن به تنش طولانی‌مدت میان اوکراین و روسیه بود، و در این راه او کوشید باب گفتگو با رئیس‌جمهور روسیه، ولادیمیر پوتین، را باز کند. با این حال دولت زلنسکی در ۲۰۲۱ با تنش فزاینده با روسیه مواجه شد، که نهایتاً به تهاجم تمام‌عیار روسیه به اوکراین در فوریه ۲۰۲۲ انجامید. استراتژی زلنسکی در مواجهه با اوج‌گیری تهدید نظامی روسیه، آرامش‌دادن به مردم اوکراین و مطمئن‌ساختن جامعهٔ جهانی از عدم تلافی‌جویی اوکراین بوده است. در ابتدای کار درعین حال که برای مقابله با تهدیدات روسیه به دنبال دریافت تضمین‌های امنیتی و حمایت نظامی از ناتو بود، از صدور اخطار بروز فوری جنگ پرهیز می‌کرد.

### تهاجم روسیه به اوکراین
زلنسکی پس از حمله ۲۰۲۲ روسیه به اوکراین در سراسر اوکراین وضعیت حکومت نظامی اعلام، و فرمان بسیج عمومی نیروهای مسلح را صادر کرد. توان رهبری او در این بحران، تحسین جهانیان را برانگیخته، و او را به نماد مقاومت اوکراین مبدل کرده است. ولودیمیر زلنسکی همچون رؤسای جمهور برخی از کشورها که آمادهٔ فرار از کشور خود در مواقع جنگ و تهاجم نظامی هستند نبود. زلنسکی علی‌رغم پیشنهاد دولت آمریکا مبنی بر خروج اضطراری خود و اطرافیانش در روز هفتم جنگ، این پیشنهاد را رد کرده و بر مقاومت در برابر تهاجم نظامی روسیه تأکید کرد.

## زندگی شخصی
زلنسکی در سپتامبر ۲۰۰۳ با هم‌کلاسی مدرسه خود، اولنا زلنسکا ازدواج کرد، دختر این زوج، «اولکساندرا»، در ژوئیهٔ ۲۰۰۴، و پسرشان، «کریلو»، در ژانویهٔ ۲۰۱۳ به‌دنیا آمد. در سال ۲۰۱۴ دختر آن‌ها در نقش ساشا درفیلم 8New Dates که نقش دختر قهرمان داستان بود را بازی کرد. همچنین در سال ۲۰۱۶، او در نمایش The Comedy Comet Company Comedy's Kids شرکت کرد و ۵۰٬۰۰۰ گریونا برد.
زبان اول ولودیمیر زلنسکی روسی است، و او همچنین به زبان‌های اوکراینی و انگلیسی مسلط است. دارایی‌های او در سال ۲۰۱۸ حدود ۳۷ میلیون گریونا (حدود ۱٫۵ میلیون دلار آمریکا) تخمین زده شد.

## فعالیت در صنعت سرگرمی
زلنسکی در ۱۷ سالگی به همراه تیم منطقه‌ای خود در رقابت‌های کمدی KVN در روسیه شرکت کرد. چندی بعد به عضویت در تیم کشوری اوکراین دعوت شد و به همراه آن در لیگ برتر KVN شرکت کرد که نهایتاً در ۱۹۹۷ برندهٔ این مسابقات شدند. زلنسکی در همین سال گروه کوارتال ۹۵ را تشکیل داد و رهبری آن را به عهده گرفت. کوارتال ۹۵ از سال ۱۹۹۸ تا ۲۰۰۳ در لیگ برتر شرکت داشت و اعضای آن، اوقات زیادی را در مسکو می‌گذراندند و مرتباً در روسیه و جمهوری‌های استقلال‌یافتهٔ شوروی سابق به اجرای برنامه می‌پرداختند. کوارتال ۹۵ از سال ۲۰۰۳ شروع به تولید برنامه‌های تلویزیونی برای کانال ۱+۱ اوکراین کرد، و در ۲۰۰۵ به کانال اوکراینی دیگری به نام اینتر تی‌وی پیوست.
زلنسکی در ۲۰۰۸ در فیلمی سینمایی با عنوان عشق در شهر بزرگ و در دنبالهٔ آن عشق در شهر بزرگ ۲ بازی کرد. او فعالیت سینمایی خود را با فیلم عاشقانهٔ اداری. زمانهٔ ما (۲۰۱۱)، و رژوسکی در برابر ناپلئون (۲۰۱۲) پی گرفت. عشق در شهر بزرگ ۳ در ژانویهٔ ۲۰۱۴ پخش شد. زلنسکی نقش اصلی فیلم ۸ قرار اول (۲۰۱۲) و دنباله‌های آن را که در ۲۰۱۵ و ۲۰۱۶ تولید شدند، بر عهده داشت. او همچنین صداپیشهٔ شخصیت خرسی به نام پدینگتون در نسخهٔ دوبلهٔ اوکراینی انیمیشن خرس پدینگتون (۲۰۱۴) و پدینگتون ۲ (۲۰۱۷) بوده است.
زلنسکی از ۲۰۱۰ تا ۲۰۱۲ عضو هیئت مدیره و تهیه‌کنندهٔ کانال تلویزیونی اینتر بوده است.
در اوت ۲۰۱۴ زلنسکی مخالفت خود را با تصمیم وزارت فرهنگ اوکراین برای ممنوع‌الکار و ممنوع‌التصویر کردن هنرمندان روسی (در پی اشغال کریمه از سوی روسیه) اعلام کرد. این تصمیم از ۲۰۱۵ عملی شد، و اوکراین فعالیت هنرمندان و عرضهٔ محصولات فرهنگی روسی را در این کشور ممنوع کرد. به این ترتیب در ۲۰۱۸ نمایش کمدی رمانتیک عشق در شهر بزرگ ۲ که زلنسکی در آن ایفای نقش کرده بود، در اوکراین ممنوع شد.
از سوی دیگر وقتی رسانه‌های اوکراین خبر دادند که گروه کوارتال ۹۵ طی جنگ در دونباس مبلغ ۱ میلیون گریونا به ارتش اوکراین کمک کرده است، برخی از سیاستمداران و هنرمندان روس، خواستار ممنوعیت عرضهٔ آثار زلنسکی در روسیه شدند. با این حال زلنسکی بار دیگر علیه تصمیم وزارت فرهنگ اوکراین برای ممنوعیت فعالیت هنرمندان روسی در اوکراین، اعلام موضع کرد.
در ۲۰۱۵ زلنسکی نقش اول سریال تلویزیونی خادم ملت را بر عهده گرفت، که در آن، نقش رئیس‌جمهور اوکراین را بازی می‌کرد. در این سریال، زلنسکی معلم تاریخ سی و اندی سالهٔ دبیرستان است؛ تصادفاً ویدئویی از او در یوتیوب منتشر می‌شود که در آن خشمگینانه علیه فساد دولتی در اوکراین اعتراض می‌کند؛ این ویدئو به سرعت میان کاربران منتشر و محبوب می‌شود و نهایتاً موجب پیروزی او در انتخابات ریاست جمهوری اوکراین می‌شود.
سریال کمدی Svaty (والدین عروس و داماد) که زلنسکی هم در آن نقش داشت در سال ۲۰۱۷ در اوکراین ممنوع شد، اما در مارس ۲۰۱۹ این ممنوعیت برداشته شد.
بیشتر آثار سینمایی و تلویزیونی که زلنسکی در آن نقش داشته به زبان روسی بوده است. اولین نقشی که به زبان اوکراینی ایفا کرد کمدی رمانتیک من، تو، او بوده که در دسامبر ۲۰۱۸ پخش شد. نسخهٔ اول فیلمنامه به اوکراینی نوشته شده بود اما به خاطر حضور بازیگر لیتوانیایی آگنه گرودیته به روسی ترجمه شد، سپس فیلم به اوکراینی دوبله و پخش شد.

## رسوایی مدارک پاندورا
نام ولودیمیر زلنسکی در اسناد پاندورا (در لیستی که توسط کنسرسیوم بین‌المللی روزنامه‌نگاران پژوهشی در ۳ اکتبر ۲۰۲۱ منتشر شد) به‌عنوان اختلاسگر ثبت شده. ر ک از کلپتوکرات تا قهرمان. فهرست افراد نام‌برده‌شده در اسناد پاندورا. دراکتبر ۲۰۲۱، اسناد پاندورا فاش کردند که زلنسکی و دستیار ارشد او ایوان باکانوف (رئیس سرویس امنیتی اوکراین)، شبکه ای از شرکت‌های فراساحلی (مراکز مالی فراساحلی) را در جزایر ویرجین بریتانیا، قبرس و بلیز راه اندازی کرده‌اند. این شرکت‌ها شامل برخی از صاحبان املاک گران‌قیمت در لندن هستند. طبق یافته‌های مدارک پاندورا، زلنسکی در یک مورد ۴۱ میلیون دلار از اولیگارش و بانک دار اوکراینی ایهور کولوموجسکی (که خود متهم به اختلاس ۵/۵ میلیارد دلاری است) به عنوان حق‌السکوت دریافت کرده است. در اسناد پاندورا اتهامات بیشتری در رابطه با شخص زلنسکی ثبت شده.

## حواشی دیدار با ترامپ
در روز ۲۵ فوریه ۲۰۲۵ ولودیمر زلنسکی برای دیدار با دونالد ترامپ، رئیس‌جمهور آمریکا به کاخ سفید رفت. در ضمن این دیدار که در حضور خبرنگاران انجام شد، مشاجره لفظی میان وی و ترامپ رخ داد که در تاریخ کاخ سفید بی‌سابقه بود. در این دیدار ترامپ خطاب به زلنسکی گفت «یا با توافق صلح موافقت می‌کنید، یا ما کنار می‌کشیم. شما برگ برنده ای در اختیار ندارید. کشورت در مخصمه افتاده است و در جنگ پیروز نخواهید شد. اقداماتی که شما انجام می‌دهید، بی‌احترامی به آمریکاست. من می‌دانم که در حال پیروزی نیستید. اگر سلاح‌های ما نبود، این جنگ زودتر تمام می‌شد. اوکراین و روسیه نظامیان زیادی در جنگ از دست دادند.»
زلنسکی نیز در پاسخ به این طعنه ترامپ که اگر سلاح آمریکا نبود، جنگ اوکراین زودتر تمام می‌شد، گفت «در سه روز؟ من این حرف را پیشتر از پوتین شنیده بودم!»
پیش از این قرار بود در این دیدار، توافقنامه این توسط رؤسای جمهور اوکراین و ایالات متحده آمریکا امضا شود که مطابق با آن، مالکیت ۵۰ درصد از معادن فلزات کمیاب و گرانبهای اوکراین به ایالات متحده اعطا شود. در نتیجه این مشاجره لفظی، امضای این قرارداد لغو شد.